# 湖南中医药大学第一附属医院
湖南中医药大学第一附属医院，位于湖南长沙韶山中路95号的一所三级甲等医院。
其前身是1934年的“湘省国医院”，1952年为“省立中医院”，1963年为“湖南中医学院第一附属医院”，2005年更名为“湖南中医药大学第一附属医院”。2010年1月19日，国家中医药管理局确定为“全国中医医院信息化示范单位”。